# Đảo Ti Tốp

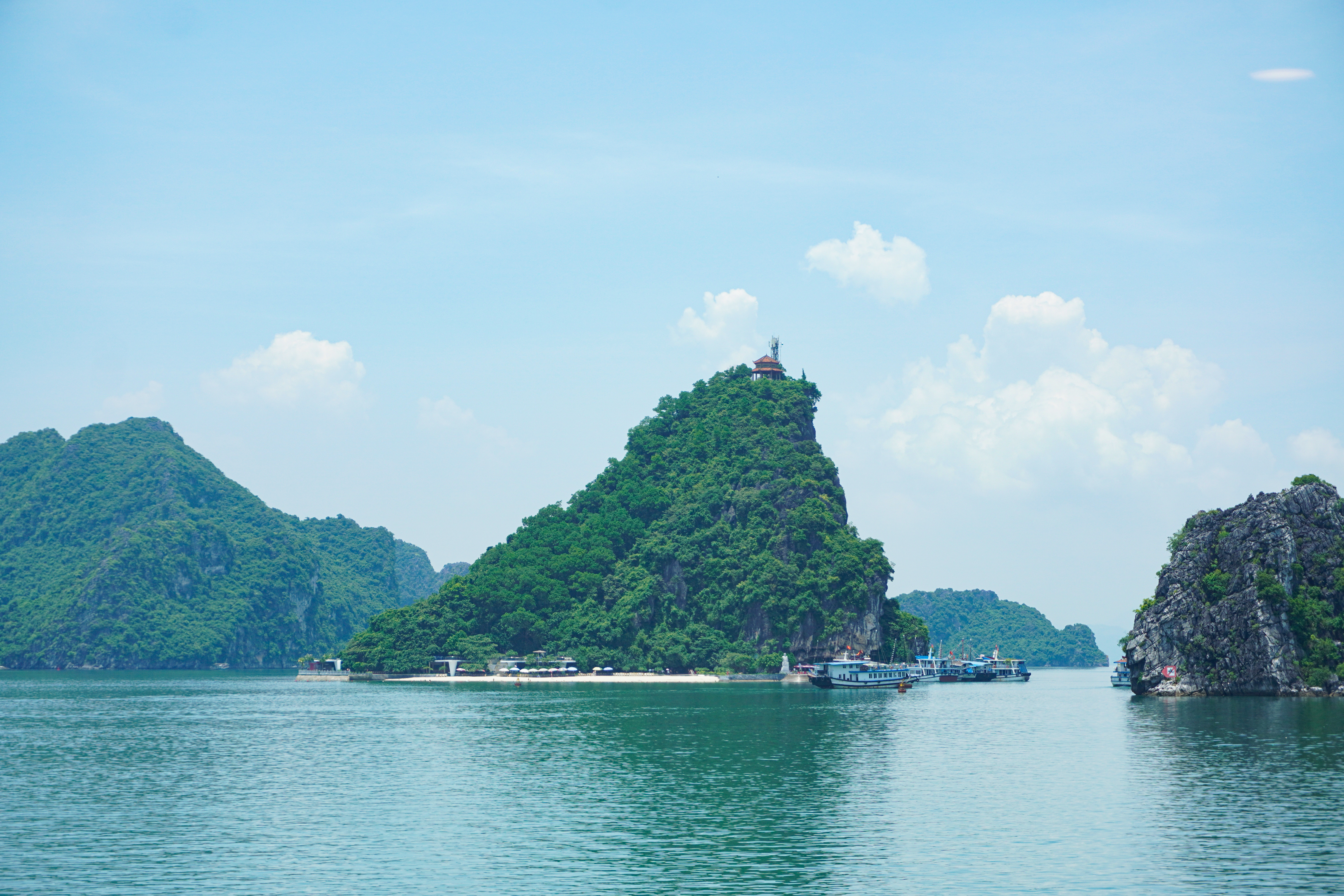
Đảo Titov (chính giữa)

Đảo Titov là đảo nhỏ trong vịnh Hạ Long, tỉnh Quảng Ninh, Việt Nam. Hòn đảo cách cảng tàu du lịch Bãi Cháy khoảng 7–8 km về hướng Đông Nam. Hòn đảo nhỏ tựa lưng vào vịnh Cửa Lục, phía trước là hang Sửng Sốt có đảo Bồ Hòn , bên phải là hòn Dầm Nam  và phía bắc là hòn Dầm Bắc .

## Lịch sử

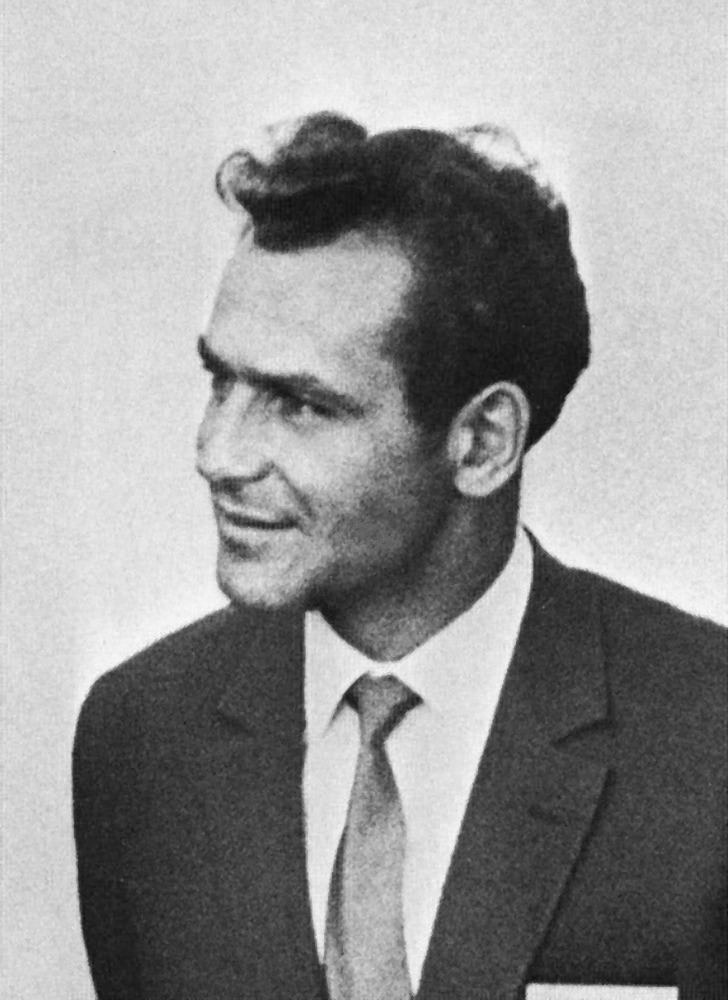
Phi hành gia Liên Xô Gherman Stepanovich Titov (1935-2000)

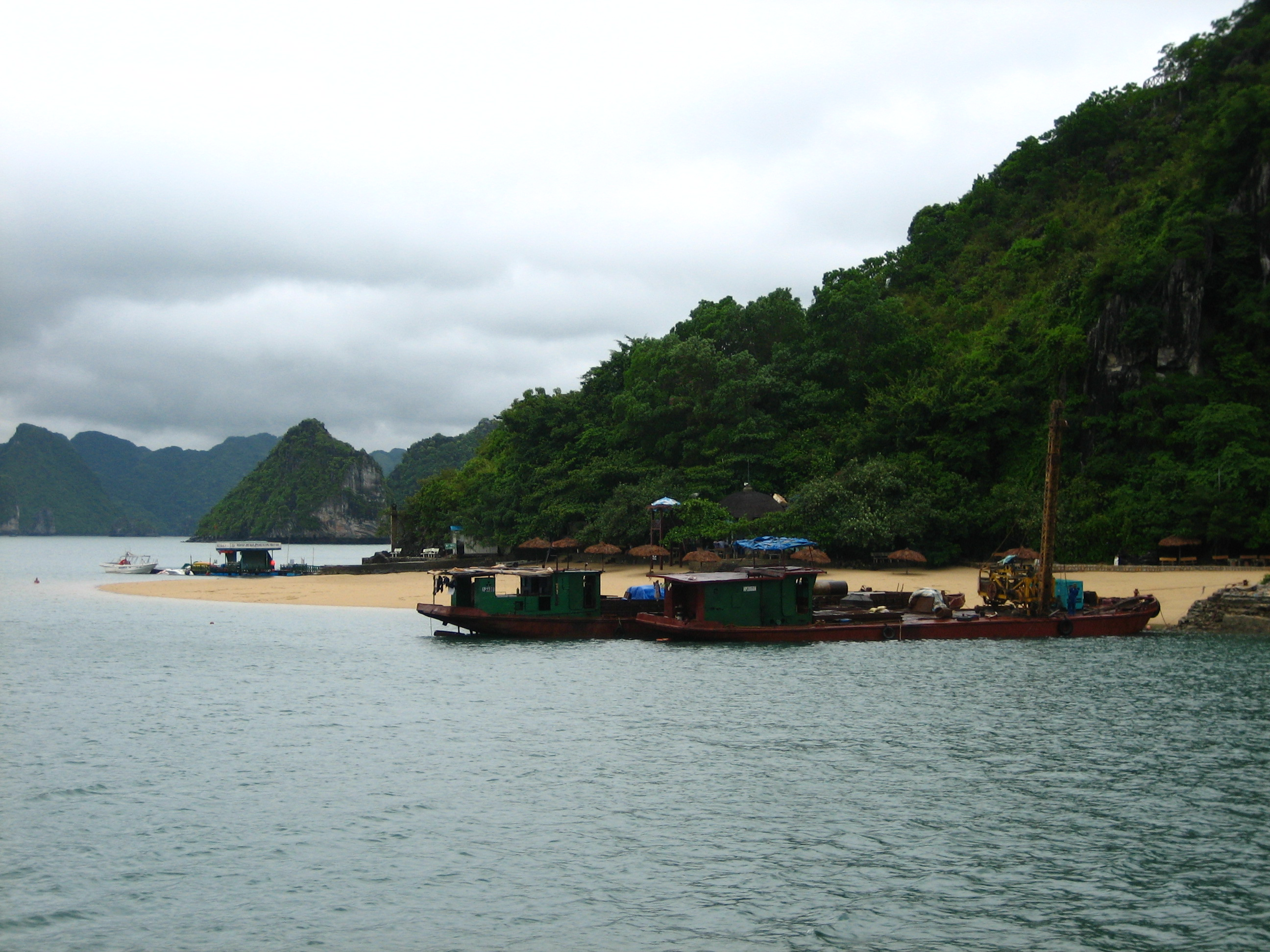
Bài biển ở đảo Ti Tốp

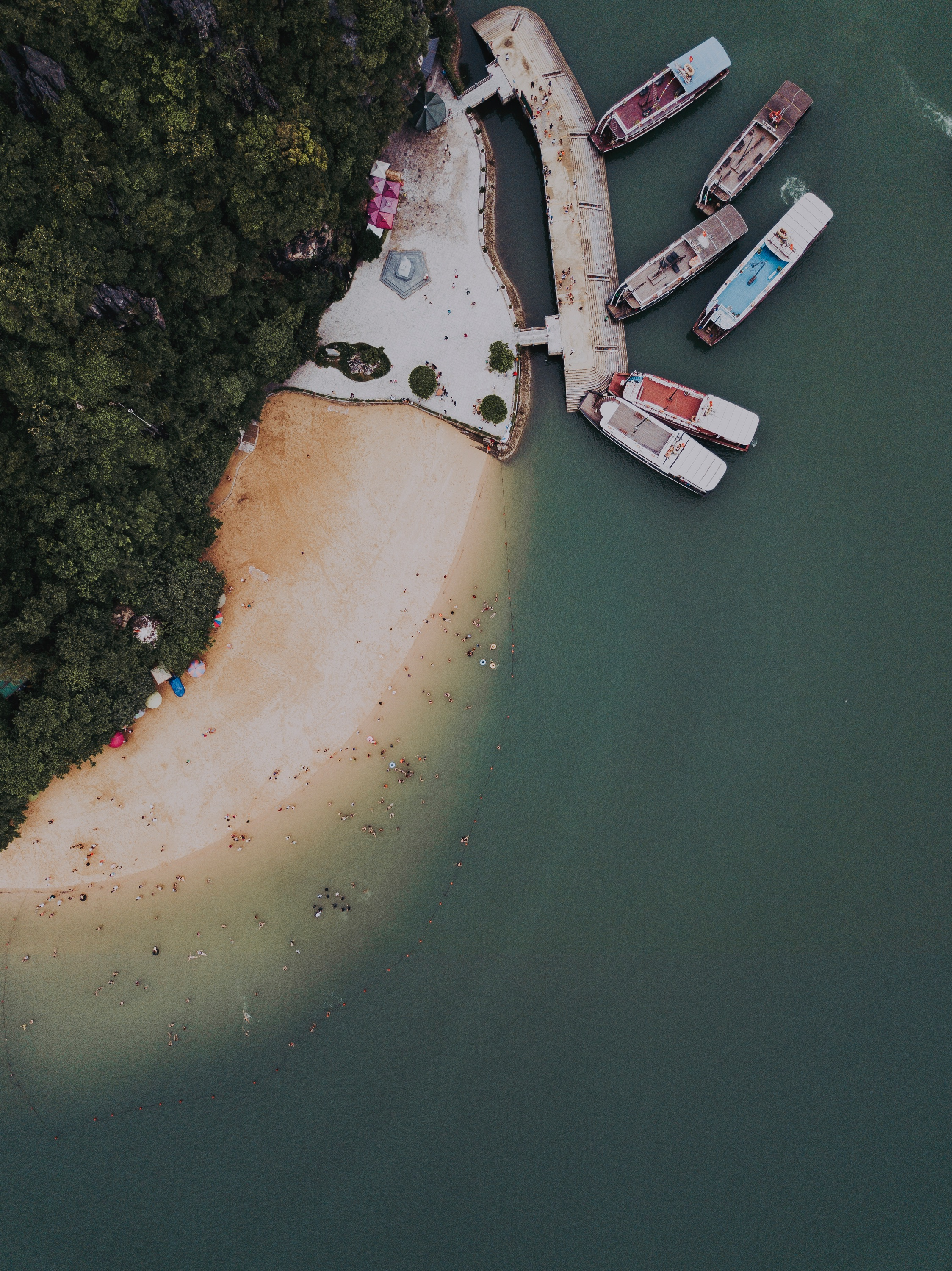
Bến đảo Ti Tốp

Theo nhiều tài liệu và bản đồ ở những thời kỳ khác nhau và theo truyền tụng trong dân gian thì hòn đảo này từng được gọi là đảo Hồng Thập Tự hay đảo Nghĩa Địa. Sở dĩ có tên gọi này là do năm 1905 một tàu chở hàng của Pháp khi vào Vịnh Hạ Long vì không có hoa tiêu thông thạo luồng lạch nên đã đâm vào đá ngầm, bị đắm ở vũng Con Cóc, các thủy thủ thiệt mạng được đưa về chôn ở đảo này. Nhiều năm sau đó, đảo trở nên hoang vắng. Trong một bản đồ của Pháp vẽ về Vịnh Hạ Long cuối thế kỷ 19, đảo này có tên là Cát Nàng. Đến ngày 22 tháng 1 năm 1962, Chủ tịch Hồ Chí Minh cùng nhà du hành vũ trụ người Liên Xô Gherman Stepanovich Titov lên thăm đảo. Để ghi dấu kỉ niệm chuyến đi đó, Hồ Chủ tịch đã đặt tên cho đảo là Ti Tốp.

## Cảnh quan
Ti Tốp là hòn đảo có bờ dốc đứng, một bờ nghiêng với một bãi cát trắng, phẳng. Các tàu du lịch thường ghé vào đây. Du khách lên bờ để tắm biển hoặc leo lên đỉnh núi để ngắm toàn quang cảnh hòn đảo. Từ trên cao nhìn xuống, bãi tắm Ti Tốp có hình dáng như một vầng trăng ôm trọn lấy chân đảo.
Khác với nhiều điểm du lịch khác trên Vịnh Hạ Long, ngoài phong cảnh thiên nhiên tươi đẹp, đảo Ti Tốp còn sở hữu một bãi tắm đẹp, gọi là bãi tắm Ti Tốp. Bãi tắm tuy diện tích không lớn nhưng yên tĩnh, thoáng đãng và rất sạch, cát ở bãi tắm liên tục được thủy triều lên xuống rửa sạch, trắng tinh, nước biển trong xanh bốn mùa.
Hiện nay, ngoài sử dụng tàu, thuyền để đến chiêm ngưỡng cảnh quan đảo, một cách khác để ngắm nhìn vẻ đẹp của Đảo Ti Tốp là ngắm nhìn từ trên cao bằng thủy phi cơ. Tạp chí The New York Times (Mỹ) từng bình chọn trải nghiệm ngắm Vịnh Bái Tử Long và Vịnh Hạ Long từ thủy phi cơ là một trong những dịch vụ du lịch hấp dẫn nhất năm 2015.